# 의릉 (고려 목종)
의릉(義陵)은 개성시 동교에 위치한 고려 제7대 목종과 목종비 선정왕후 유씨의 능이다.